# Пальмар (Колумбия)
Пальмар (исп. Palmar) — город и муниципалитет в северо-восточной части Колумбии, на территории департамента Сантандер. Входит в состав провинции Комунера.

## История
Поселение, из которого позднее вырос город, было основано Сильверио де Оростеги 7 октября 1754 года. Муниципалитет Пальмар был выделен в отдельную административную единицу в 1809 году.

## Географическое положение

Муниципалитет Пальмар

Город расположен в центральной части департамента, в горной местности Восточной Кордильеры, к западу от реки Суарес, на расстоянии приблизительно 62 километров к юго-западу от города Букараманги, административного центра департамента. Абсолютная высота — 907 метров над уровнем моря.
Муниципалитет Пальмар граничит на севере с территорией муниципалитета Галан, на востоке — с муниципалитетом Кабрера, на юго-востоке — с муниципалитетом Сокорро, на юго-западе — с муниципалитетом Симакота, на западе — с муниципалитетом Ато. Площадь муниципалитета составляет 21,9 км².

## Население
По данным Национального административного департамента статистики Колумбии, совокупная численность населения города и муниципалитета в 2015 году составляла 3310 человек.
Динамика численности населения муниципалитета по годам:
| 2005 | 2006 | 2007 | 2008 | 2009 | 2010 | 2011 | 2012 | 2013 | 2014 | 2015 |
| ---- | ---- | ---- | ---- | ---- | ---- | ---- | ---- | ---- | ---- | ---- |
| 2883 | 2927 | 2970 | 3012 | 3055 | 3099 | 3139 | 3179 | 3229 | 3284 | 3310 |

Согласно данным переписи 2005 года мужчины составляли 51,8 % от населения Пальмара, женщины — соответственно 48,2 %. В расовом отношении белые и метисы составляли 98,9 % от населения города; негры, мулаты и райсальцы — 1,1 %.
Уровень грамотности среди всего населения составлял 87,8 %.

## Экономика
Основу экономики Пальмара составляет сельское хозяйство.
55,6 % от общего числа городских и муниципальных предприятий составляют предприятия торговой сферы, 33,3 % — предприятия сферы обслуживания, 11,1 % — промышленные предприятия.